# Edifici al carrer Sant Nicolau 29 d'Alcoi
L'edifici al carrer Sant Nicolau núm. 29, situat a la ciutat d'Alcoi (l'Alcoià), País Valencià, és un edifici residencial d'estil modernista valencià construït l'any 1905, que va ser projectat per l'arquitecte Vicent Pascual Pastor.
La reforma de la façana va ser realitzada per l'arquitecte alcoià Vicent Pascual Pastor en 1905 per a la residència particular d'Antonio Pérez Moltó.
En la façana de l'edifici s'observa el carreu i una decoració de tipus vegetal tallada en la pedra. Criden l'atenció la volada de les balconades i els arcs d'estil neogòtic de l'últim pis i la testera emmerletat, vestigis de tipus medievalista de caràcter romàntic.
La barana de ferro té un traçat curvilini i posseeix una decoració floral, seguint les directrius de l'estil modernista.